# Ludwig Hoffmann (Bergmeister)
Wilhelm Otto Franz Ludwig Hoffmann (* 12. September 1868 in Auerbach im Landkreis Bergstraße; † 1943 in Halle (Saale)) war Königlich Preußischer Bergmeister und Unternehmer.

## Leben
Ludwig Hoffmann war der Sohn des Fabrikanten Maria Ludwig Anton Wilhelm Hoffmann (1836–1903) und dessen Ehefrau Wilhelmine Zimmermann (1837–1916).
Am 31. Mai 1900 heiratete er in Wanne-Eickel Hulda Engeling (1880–1962). Aus der Ehe gingen die Kinder 
- Werner (1901–1977, Vorstandsmitglied der Hamborner Bergbau AG)
- Erich (1904–?, Professor Dr. nat., Landwirt in Jürgenshof bei Karow, Kreis Parchim, Mecklenburg)
- Ilse (1910–?, Dr. phil.)

hervor.
Nach dem Abitur absolvierte er ein Studium im Bergbau-Fach und wurde Bergmeister. In dieser Funktion war er der erste Revierbeamte und Vorgesetzter der Bergbeamten, die für einen geordneten Betrieb der Zechen verantwortlich waren. 
Er wechselte in die Privatwirtschaft und wurde Generaldirektor der Riebeck′schen Montanwerke AG. Am 23. Dezember 1909 wurde das Mitteldeutsche Braunkohlen-Syndikat gegründet. Neben dem Vorsitzenden  Otto Fabian (1856–1938, Bergrat) gehörte Ludwig Hoffmann zum Vorstand. Die Aufgabe des Syndikats lag in der Kartellierung der Absatzgebiete, der Förderung, Preisbildung und dem Verkauf von Kohleprodukten.

## Auszeichnungen
Ehrenbürger der Martin-Luther-Universität Halle-Wittenberg.